# Jana Jeništová-Fiedlerová
Jana Jeništová-Fiedlerová (též Johanna či Jeanette, 16. února 1888 Prostějov – 10. listopadu 1966 Prostějov) byla česká fotografka a posléze spolumajitelka fotografického ateliéru v Prostějově. Stala se jednou z prvních Češek, které se začaly zabývat uměleckou fotografií a byla oceněna na několika mezinárodních fotografických výstavách.

## Život a dílo
Narodila se v Prostějově na Hané do rodiny Františka Fiedlera, někdejšího montéra telegrafů a telefonů, od roku 1894 pak provozujícího ve městě fotografickou živnost. Fotografovat se naučila u svého otce, její bratr František mladší se rovněž stal fotografem a posléze se usídlil v Drážďanech. Od věku asi dvaceti let začala tvořit umělecké fotografie pod vlivem secesního piktorialismu. Roku 1910 byla za své snímky na státní fotografické výstavě v Brně oceněna zlatou medailí, na výstavě v Berlíně pak bronzovou medailí a na výstavě v Budapešti čestným diplomem. Takového mezinárodního úspěchu na poli fotografie do té doby žádná Češka nedosáhla.
Pracovala v prostějovském ateliéru svého otce, kde se podílela především na produkci fotografií. Roku 1919 se provdala za Roberta Jeništu a začala užívat zdvojené příjmení Jeništová-Fiedlerová. Po otcově smrti roku 1921 převzala spolu se svým manželem vedení ateliéru, rovněž v době první republiky patřila k jedněm z mála českých profesionálních fotografek. Ateliér patrně s manželem vedla až do převzetí moci ve státě komunistickou stranou v Československu v únoru 1948 a znárodnění podniku. 
Jana Jeništová-Fiedlerová zemřela 10. listopadu 1966 v Prostějově ve věku 78 let.